# NGC 6770
NGC 6770 ist eine Balken-Spiralgalaxie vom Hubble-Typ SBb/P im Sternbild Pfau am Südsternhimmel. Sie ist rund 167 Millionen Lichtjahre von der Milchstraße entfernt und hat einen Durchmesser von etwa 115.000 Lichtjahren. Gemeinsam mit NGC 6769 und NGC 6771 bildet sie das Galaxientrio KTS 59 und gilt als Mitglied der IC 4845-Gruppe (LGG 427).
Im selben Himmelsareal befinden sich weiterhin u. a. die Galaxien IC 4836, IC 4842, IC 4845.
Das Objekt wurde am 11. August 1836 von dem britischen Astronomen John Herschel entdeckt.